# Paseo Infantil (Ediciones Generales/Bruguera)
Paseo Infantil fue una revista infantil de periodicidad semanal publicada por Ediciones Generales, con alrededor de 53 números publicados. Entre sus colaboradores, destacaron Castanys, Francisco Ibáñez, Alfonso Figueras, Raf, Schmidt y sobre todo Cerón Núñez, también director de la revista.

## Trayectoria editorial
Paseo Infantil formó parte de la larga serie de tebeos que surgieron en Barcelona durante la primera mitad de los años cincuenta del pasado siglo, compitiendo por hacerse un hueco en el mercado: El DDT contra las penas (Bruguera, 1951); Chicolino (Símbolo, 1951 o 1952); La Risa (Marco, hacia 1951-52); Farolito (Manraf, 1953); Sandalio (Exclusivas Ferma, 1953); Tío Vivo (D.E.R., 1957); etc.
Francisco Ibáñez empezó a colaborar en la revista a partir de 1957.
Bruguera se hizo cargo de la edición de la revista desde su número 53 hasta su desaparición.

## Contenido
Además de chistes de Raf, incluía las siguientes series:
| Años | Números | Título                                   | Autoría                            | Procedencia                                |
| ---- | ------- | ---------------------------------------- | ---------------------------------- | ------------------------------------------ |
| 1956 |         | La familia Sistacs                       | Castanys                           | Inspirada en La familia Ulises             |
| 1956 |         | Loony                                    | Alfonso Figueras, Francisco Ibáñez | Nicolás                                    |
| 1956 |         | León y Arpón, trotamuntos                | Arturo Moreno                      |                                            |
| 1956 |         | Micky Capone, gángster de pega           | Alfonso Cerón                      | Nueva, pasó a Cadete-K.D.T. en 1959        |
| 1956 |         | TomHate, turista                         | Alfonso Cerón                      | Nueva, pasó a Cadete-K.D.T.                |
| 1956 |         | Don Marcial, chupatintas ejemplar        | Alfonso Cerón                      | Nueva                                      |
| 1956 |         | La hermana de Toribio                    | Schmidt                            | Nueva, antecedente de Deliranta Rococó     |
| 1956 |         | Tex Revolver                             | Benito Jacovitti                   |                                            |
|      |         | Los consejos del profesor Mal-Haspul-Gas |                                    |                                            |
|      |         | Anastasia Cazuela                        | Schmidt                            |                                            |
| 1957 |         | Pepe Roña                                | Francisco Ibáñez                   |                                            |
| 1957 |         | Fifilo                                   | Arturo Moreno                      |                                            |
| 1957 |         | El Caballero Buscabollos                 | Francisco Ibáñez                   | Nueva, inspirado en Don Furcio Buscabollos |
| 1957 |         | El tío Tranca                            | Francisco Ibáñez                   |                                            |

## Valoración
Paseo Infantil mostraba influencias de las dos revistas de humor más populares del momento, TBO y Pulgarcito. En 1989 uno solo de sus ejemplares se tasaba en 600 de las antiguas pesetas. Sin embargo, ninguno de sus ejemplares podía ser consultado en la Biblioteca Nacional de España a principios del nuevo siglo.